# 루이지 사코 병원
루이지 사코 병원(이탈리아어: Ospedale Luigi Sacco)은 이탈리아 밀라노의 비알바(Vialba) 콰르티에레에 있는 병원이다. 이전에는 "sanatorio di Vialba"(Vialba sanitorium)로 알려져 있었다. 이탈리아에서 천연두 연구와 예방 접종을 개척한 이탈리아 의사인 루이지 사코(Luigi Sacco)의 이름을 따서 명명되었다.

## 같이 보기
- 밀라노 대학교#의과 대학